# اوستکاکا
اوستکاکا (به سوئدی: ostkaka) ، در زبان سوئدی به معنی کیک پنیر (ost به معنی پنیر و kaka به معنی کیک) است. همچنین به عنوان کیک پنیر سوئدی نیز شناخته می‌شود. استکاکا نوعی دسر است که منشأ آن دو ناحیهٔ مختلف هلسینگلاند و اسملاند در کشور سوئد در نظر گرفته می‌شود. اوستکاکا کمی طعم بادام تلخ دارد. این دسر ممکن است نیمه گرم شده با خامه یا مربا یا با دمای معمولی با میوه یا بستنی صرف شود. اوستکاکای هلسینگلاند و اوستکاکای اسملاند با یکدیگر تفاوت دارد. در روش سنتی، مایه پنیر به شیر افزوده شده و کازئین شیر با این روش منعقد می‌شود. سپس خامه، شکر، تخم مرغ و بادام نیز به این شیر منعقد شده افزوده شده و تمامی مواد پس از مخلوط شدن در فر پخته می‌شود.